# Phrynus barbadensis
Espèce
Synonymes
- Tarantula barbadensis Pocock, 1894

Phrynus barbadensis est une espèce d'amblypyges de la famille des Phrynidae.

## Distribution
Cette espèce est endémique des Antilles. Elle se rencontre à la Barbade et à Saint-Vincent.

## Description
Le mâle holotype mesure 19 mm.

## Étymologie
Son nom d'espèce, composé de barbad[os] et du suffixe latin -ensis, « qui vit dans, qui habite », lui a été donné en référence au lieu de sa découverte, la Barbade.

## Publication originale
- Pocock, 1894 : Contributions to our Knowledge of the Arthropod Fauna of the West Indies. Part II. Chilopoda. Journal of the Linnean Society of London, Zoology, vol. 24, p. 454–544 (texte intégral).